# 光鱗魚
光鱗魚（学名：Lestrolepis intermedia），又名古巴光鱗魚、裸狗母魚，为輻鰭魚綱仙女魚目魣蜥魚科光鱗魚屬的一種，分布於全球各大洋熱帶至亞熱帶海域，為深海魚類，深度35-1320公尺，體長可達33.8公分，棲息在底層水域，生活習性不明。
其种加词“intermedia”意为“中间的”。